# Сент-Майклс (Аризона)
Сент-Майклс (англ. St. Michaels) — переписна місцевість (CDP) в США, в окрузі Апачі штату Аризона. Населення — 1384 особи (2020).

## Географія
Сент-Майклс розташований за координатами 35°39′38″ пн. ш. 109°5′46″ зх. д. / 35.66056° пн. ш. 109.09611° зх. д. (35.660559, -109.096174).  За даними Бюро перепису населення США в 2010 році переписна місцевість мала площу 9,89 км², уся площа — суходіл.

## Демографія
Згідно з переписом 2010 року, у переписній місцевості мешкали 1443 особи в 425 домогосподарствах у складі 332 родин. Густота населення становила 146 осіб/км².  Було 518 помешкань (52/км²).
Расовий склад населення:
| - 88,1 % — корінних американців - 7,8 % — білих - 0,2 % — чорних або афроамериканців - 0,2 % — азіатів - 0,1 % — вихідців з тихоокеанських островів |

До двох чи більше рас належало 3,3 %. Частка іспаномовних становила 3,5 % від усіх жителів.
За віковим діапазоном населення розподілялося таким чином: 30,7 % — особи молодші 18 років, 58,7 % — особи у віці 18—64 років, 10,6 % — особи у віці 65 років та старші. Медіана віку мешканця становила 33,6 року. На 100 осіб жіночої статі у переписній місцевості припадало 102,1 чоловіків;  на 100 жінок у віці від 18 років та старших — 99,6 чоловіків також старших 18 років.
Середній дохід на одне домашнє господарство  становив 51 034 долари США (медіана — 42 206), а середній дохід на одну сім'ю — 54 590 доларів (медіана — 42 284). За межею бідності перебувало 24,7 % осіб, у тому числі 27,1 % дітей у віці до 18 років та 16,8 % осіб у віці 65 років та старших.
Цивільне працевлаштоване населення становило 513 особи. Основні галузі зайнятості: освіта, охорона здоров'я та соціальна допомога — 30,8 %, роздрібна торгівля — 17,3 %, будівництво — 17,3 %.